# Alojz Kocjančič
Alojz Kocjančič, slovenski rimskokatoliški duhovnik, pesnik in pisatelj, * 20. maj 1913, Kubed, † 19. november 1991, Klanec pri Kozini.

## Življenje in delo
Ljudsko šolo je obiskoval v rojstnem kraju. Leta 1924 ga je duhovnik Ivan Brezavšček poslal v goriško malo semenišče, kjer je 1933 maturiral. Bogoslovje je študiral v Gorici in bil 29. junija 1937 posvečen v duhovnika. Najprej je bil kaplan v Buzetu (1937-1938), nato župnik v Koštaboni (1938-1963), od novembra 1963 pa župnik na Klancu pri Kozini.
Pesniti je začel že v gimnaziji. Prvi pesmi je objavil 1936 v ilegalnem listu Gmajna. V revijah je pričel pogosteje objavljati po letu 1945 (Bori, Obzornik, Nova pot). V Šavrinskih pesmih (COBISS) je v tradicionalnem pesniškem izrazu opeval Istro. Osebno bolečino zaradi neprijaznega časa je v pesmih povezal z globoko vero in navezanostjo na domačo pokrajino in ljudi (izbor Brumbole (COBISS)). Pisal je tudi kratko prozo Ljudi opeval sem, vodé in skale. (COBISS) Rad je imel sonet, oblika njegovih pesmi je ustaljena, jezik pa rahlo lokalen.  Njegovo Duhovniško kantato je uglasbil Matija Tomc in jo prvič zapel zbor Ciril-Metodovega društva leta 1961.